# Truchel
Truchel [ˈtruːkel] è una frazione del comune bergamasco di Bracca.

## Località

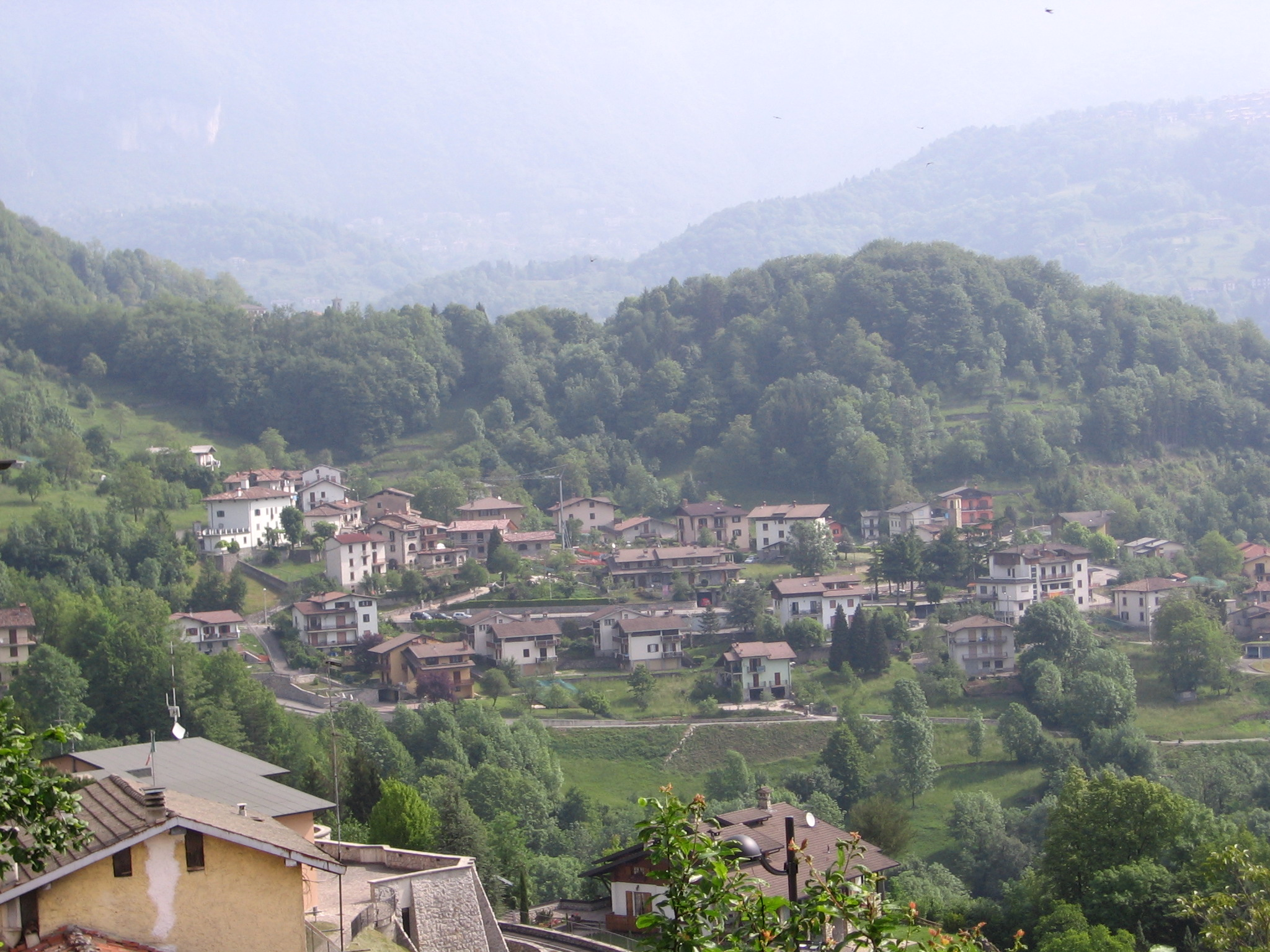
Bruga

Truchel e la connessa Bracca sono raggiungibili da una strada di montagna dal capoluogo.
Quando la disarmonica organizzazione amministrativa bergamasca di retaggio veneto fu definitivamente integrata dell’ordinato sistema municipale lombardo dai tedeschi nel 1815, in un primo momento Truchel fu elevata al rango di comune. Dopo solo due anni tuttavia, fu finalmente annessa a Bracca.